# Ulkebøl
Ulkebøl (tysk: Ulkebüll) er en bydel i Sønderborg, beliggende 3 km nordøst for centrum. Bydelen hører til Ulkebøl Sogn, som frem til kommunalreformen i 1970 var en selvstændig sognekommune. Ulkebøl Kirke, der stammer fra omkring år 1200 og er Sønderborgs ældste kirke, ligger i den østlige ende af bydelen.

## Faciliteter
- Ulkebøl Skole har ca. 600 elever, fordelt på 0.-9. klassetrin i 3 spor, og 80 ansatte.[2]
- Ulkebøl Hallen blev indviet i 1968 og består af sportshal, 3 mødelokaler og cafeteria. Hallen ligger ved siden af skolen, som er en af dens brugere. Desuden bruges den af 3 idrætsforeninger: Vidar-Ulkebøl Håndbold, Ulkebøl Badminton og Ulkebøl Gymnastik.[3]
- Børnehuset Ulkebøl har plads til 72 børnehavebørn, 30 vuggestuebørn og 16 børn i et specialpædagogisk tilbud.[4]

## Historie
Landsbyen Ulkebøl strakte sig fra kirken mod nordvest til søen Ulkebøldam. Øst for kirken hedder området Spang. En spang er en primitiv bro over et vandløb, så navnet refererer sikkert til passagen af Vadbæk, som tidligere løb gennem et bredt sumpet område på sin vej ud i Spang Nor, der er en del af Augustenborg Fjord. På det preussiske målebordsblad ses diger, der er opført for at indvinde noget af området.

### Amtsbanerne på Als
Amtsbanerne på Als, der blev åbnet i 1898, oprettede et trinbræt i Spang. Det blev en station i 1914, da der blev opført en købmandshandel, som blev indrettet med ventesal og billetsalg – på de tyske småbaner var det helt normalt at kombinere stationen med en kro eller købmandshandel. Stationen hed på tysk Spang-Ulkebüll, men efter genforeningen i 1920 kom den til kun at hedde Spang.

### Genforeningssten
På adressen Spang 4 står et monument, der blev afsløret på Valdemarsdag 1937 til minde om genforeningen. Foran Ulkebøl Kirke står en sten, der også minder om genforeningsåret 1920, men primært minder om 76 mænd fra Ulkebøl Sogn, som faldt i 1. verdenskrig.

### Mommark-banen
Da de smalsporede amtsbaner i 1933 blev nedlagt og erstattet af en normalsporet statsbane mellem Sønderborg og Mommark, blev Spang station bevaret, men med en ny og mindre stationsbygning. Begge bygninger ligger stadig på gaden Spang, statsbanestationen i nr. 4, amtsbanestationen i nr. 8 – den har en bevaringsværdi på 5.
Mommark-banen blev nedlagt i 1962. Dens tracé er bevaret som cykel- og gangsti, mod sydvest gennem Sundsmark til Grundtvigs Alle og mod øst gennem Spang Vade og Vollerup.